# Pont de la Vaca
El Pont de la Vaca és una obra de Dosrius (Maresme).

## Descripció
Petit pont aïllat que salva el desnivell d'un torrent que baixa del Castell i va a parar a la riera de Dosrius. Està format per un sol arc rebaixat bastit amb maons disposats a sardinell, sostingut pe dos brancals fets de maons també. La resta de l'estructura està bastida en pedra de diverses mides, disposada irregularment i lligada amb morter. La part superior o tauler presenta uns encaixos rectangulars per conduïr les aigües, donada la seva funció original.

## Història
Aquest petit aqüeducte fou construït per fer arribar l'aigua de la Mina del Rector a algunes cases del poble. Aquesta mina fou construïda a la Font d'en Sala, on hi havia un naixement d'aigua propietat de la masia de ca l'Albert (estava situada damunt seu). Mitjançant una conducció de fang juntament amb un sistema de tubs i pericons, l'aigua es feia arribar a cal Rei, can Vergès, cal Xino, ca la Planxadora i el Pont de Vaca, on hi havia un repartidor. Desprès anava cap a can Pinós i la Rectoria, on hi havia dues bifurcacions, una cap a les Escoles velles (carrer de Sant Llop) i una altra cap a can Bellonch, amb un repartidor cap a ca l'Andreu i el carrer de Mossèn Jacint Verdaguer. L'any 1943 es va canviar el tub de tota la conducció d'aigua per un altre de fibrociment més modern. És probable que l'estructura es deixés d'utilitzar pels voltants dels anys 70, donat que el 1972 es va instal·lar la xarxa pública d'abastiment d'aigua a Dosrius.